# Roman Waliłko
Roman Waliłko (ur. ?, zm. 2007) – polski inżynier, publicysta i autor książek z zakresu budownictwa, współpracował z wieloma  pismami fachowymi w tym między innymi "Horyzontami Techniki", "Zrób Sam", "Przeglądem Mechanicznym", "Muratorem", "Fundamentami" i "Czterema Kątami", był właścicielem Wydawnictwa R.W. zajmującego się głównie wydawaniem "Domowego Fachowca”.
Absolwent Wydziału Mechaniczno-Technologiczego Politechniki Warszawskiej. W 1993 r., założył Wydawnictwo R.W., wydające miesięcznik poradnictwa w dziedzinie budownictwa początkowo pod tytułem ”Domowy Majsterkowicz”, a od 1994 r., pod tytułem ”Domowy Fachowiec”. Nakładem wydawnictwa ukazały się także kalendarze poradnicze i "książka"-wydanie specjalne "Domowego Fachowca" pod tytułem "1000 porad Romana Waliłko". Był popularyzatorem tematyki budowlanej i majsterkowania w telewizji oraz członkiem jury konkursu dla architektów i firm budowlanych ”Platynowe Wiertło”.

## Wybrana bibliografia
- ”80 pomysłów dla majsterkujących w domu” (Krajowe Wydaw. Czasopism, Warszawa, 1986)
- ”Warsztat domowy” (Warszawskie Wydaw. Prasowe, Warszawa, 1989)
- ”Domowe majsterkowanie czyli Poradnik dla zaradnych” (Wyd. Linia, Warszawa, 1990, ISBN 83-85151-01-X)
- ”Malowanie i tapetowanie mieszkań” (Wyd. Ostoja, Warszawa, 1992)